# Gilberto Pereira Lopes
Gilberto Pereira Lopes (ur. 14 lutego 1927 w Santa Lucia) – brazylijski duchowny rzymskokatolicki, w latach 1982-2004 arcybiskup Campinas.

## Życiorys
Święcenia kapłańskie przyjął 14 grudnia 1949. 3 listopada 1966 został prekonizowany biskupem Ipameri. Sakrę biskupią otrzymał 18 grudnia 1966. 19 grudnia 1975 został mianowany koadiutorem archidiecezji Campinas ze stolicą tytularną Aurusuliana. 10 lutego 1982 objął urząd ordynariusza. 2 czerwca 2004 przeszedł na emeryturę.